# パンハルモニコン
パンハルモニコン（Panharmonicon）は、ベートーヴェンの友人でもあるヨハン・ネポムク・メルツェルが1805年に発明した楽器。ベートーヴェンは、1813年のビトリアの戦いで初代ウェリントン侯爵アーサー・ウェルズリー率いるイギリス軍がフランス軍に勝利したことを記念して、『ウェリントンの勝利』をこの巨大な機械仕掛けのオーケストラルオルガンのために作曲したらしい。これは、最初期の自動演奏機械で、後のオーケストリオンとよく似ていた。
パンハルモニコンは、全ての楽器の音や、銃声、大砲の音を模倣する事が出来たと言われている。この楽器のうちの一つは、シュトゥットガルトのLandesgewerbe-museumに存在していたが、第二次世界大戦の空襲により破壊された。
メルツェルのパンハルモニコンのうちの一つは、1811年にボストンに送られ、ニューヨークを初めとした各地で展示された。
メルツェルは、1826年2月7日から1838年の彼の死去により中断するまで、アメリカでのこの楽器とともにツアーに参加していた。

## 同種の楽器、模倣品
- F. T. Kaufmannは、この自動演奏機械を1808年に複製し、その後彼の家族がオーケストリオンを開発した。
- 1817年、 ロンドンのFlight & Robson社は、Apolloniconと呼ばれる自動演奏楽器を製造した。
- 1821年、Dietrich Nikolaus Winkelは、アムステルダムにてパンハルモニコンを複製し、Componiumと呼んだ[3]。
- 1823年、William M. Goodrichは、メルツェルのパンハルモニコンをペンシルベニア州ボストンで複製した。